# Eufemio Fuentes
Eufemio Fuentes war ein chilenischer Fußballspieler. Der Stürmer absolvierte sieben Länderspiele für die chilenische Fußballnationalmannschaft. 

## Karriere

### Verein
Auf Vereinsebene spielte Eufemio Fuentes mindestens 1916 beim La Cruz FC aus der Hafenstadt Valparaíso. Von 1917 bis mindestens 1919 trug Fuentes das Trikot von Estrella del Mar aus Talcahuano.

### Nationalmannschaft
Eufemio Fuentes gab sein Länderspieldebüt unter Carlos Fanta beim Campeonato Sudamericano 1916, der ersten ausgetragenen Südamerikameisterschaft. Dort kam er bei der 0:4-Niederlage Uruguay und der 1:6-Niederlage gegen Argentinien zum Einsatz. Chile wurde mit nur einem Punkt aus drei Spielen Turnierletzter. Kurz nach dem Turnier bestritt Fuentes zwei Freundschaftsspiele für Chile. Beim Campeonato Sudamericano 1919 spielte er alle drei Turnierpartien, allerdings gab es drei Niederlagen für das Team aus dem Andenstaat, das folglich wieder Letzter wurde. Eufemio Fuentes absolvierte insgesamt sieben offizielle Länderspiele. 1921 und 1923 spielte Fuentes noch in zwei nicht von der FIFA anerkannten Partien.